# Сизикова (Ісетський район)
Си́зикова (рос. Сизикова) — присілок у складі Ісетського району Тюменської області, Росія.
Населення — 101 особа (2010, 99 у 2002).
Національний склад станом на 2002 рік:
- росіяни — 95 %